# Amblypodia aricia
Amblypodia aricia är en fjärilsart som beskrevs av Otto Staudinger 1889. Amblypodia aricia ingår i släktet Amblypodia och familjen juvelvingar. Inga underarter finns listade i Catalogue of Life.